# Foresta Fălticeni
El Foresta Falticeni fue un equipo de fútbol de Rumania que alguna vez jugó en la Liga I, la primera división de fútbol en el país.

## Historia
Fue fundado en el año 1954 en la ciudad de Falticeni del distrito de Suceava con el nombre Avantul Falticeni y llegaron a la final de la Copa de Rumania en la temporada de 1966/67, donde fueron derrotados 0-6 ante el FC Steaua Bucarest.
En 1997 el club se muda a la ciudad de Suceava luego de obtener el ascenso a la Liga I por primera vez en su historia debido a que el equipo de la ciudad, el CSM Suceava no había hecho nada importante en más de 10 años. En sus tres años en la Liga I se recuerda un partido ante el FC Dinamo de Bucarest que iba ganando el Dinamo 0-4 al minuto 70, pero que el Foresta revirtió en 20 minutos y terminó ganando 5-4, partido en el que Robert Niţă anotó dos goles.
En 2002 el club se muda de regreso a la ciudad de Falticeni para jugar en la Liga II, donde termina en 15º lugar en la temporada 2002/03 y posteriormente desaparece al terminar la temporada.

## Palmarés
- Liga II (2): 1996–97, 1999–00
- Liga III (5): 1956, 1973–74, 1982–83, 1988–89, 1994–95

## Nombres
| Nombre            | Periodo   |
| ----------------- | --------- |
| Avântul Fălticeni | 1954–1956 |
| Recolta Fălticeni | 1956      |
| Energia Fălticeni | 1957      |
| Foresta Fălticeni | 1957–1982 |
| Chimia Fălticeni  | 1982–1988 |
| Foresta Fălticeni | 1988–1997 |
| Foresta Suceava   | 1997–2002 |
| Foresta Fălticeni | 2002-03   |

## Entrenadores

### Entrenadores destacados
| - Ionel Iuga - Nicolae Babeti - Vasile Florea | - Nicolae Constantin - Cristian Antoniu - Cornel Anton | - Ion Buzoianu - Constantin Jamaischi - Barbu Marin |